# جورج تومسون (لاعب كرة قدم بريطاني)
جورج تومسون (بالإنجليزية: George Thompson)‏ (15 سبتمبر 1926 في المملكة المتحدة - 7 مارس 2004) هو لاعب كرة قدم بريطاني (وحمل سابقاً جنسية المملكة المتحدة لبريطانيا العظمى وأيرلندا) في مركز حراسة المرمى. شارك مع منتخب إنجلترا لكرة القدم الرديف. أما مع النوادي، فقد لعب مع بريستون نورث إيند وسكونثورب يونايتد ومانشستر سيتي ونادي تشيسترفيلد ونادي كارلايل يونايتد ونادي موركامب.